# Энсина, Франсиско Антонио
Франсиско Антонио Энси́на (исп. Francisco Antonio Encina; 10 сентября 1874, Талька — 23 августа 1965, Сантьяго) — чилийский политик, историк, социолог, юрист, публицист, эссеист, философ, белый националист. 
Из помещичьей семьи крупных землевладельцев. Как и его отец Пасифико Энсина Ромеро, также становился депутатом. В 1914 году выступил соучредителем крайне правой Националистической партии. 
Запомнился как основатель и руководитель консервативной школы в чилийской историографии в 1930-х — 1950-х гг. Отрицал познаваемость исторического процесса (считая историю скорее не наукой, а искусством и отвергая научный метод в изучении истории, равно как и принцип хронологического изложения событий), проповедовал по существу расистские концепции, идеализировал аристократическую диктатуру во главе с сильной личностью. 
Вместе с тем, его обширная «История Чили от доисторических времен до 1891 года» стала бестселлером и принесла ему Национальную премию по литературе 1955 года.

## Награды
- 1955 год — Национальная премия Чили по литературе

## Избранные сочинения
- La educación económica y el liceo. (1912)
- Nuestra inferioridad económica, sus causas, sus consecuencias (1912)
- Portales: Introducción a la Historia de la época de Diego Portales (1934)
- El nuevo concepto de la Historia. (1935)
- La literatura histórica chilena y el concepto actual de la historia (1935)
- Historia de Chile desde la prehistoria hasta 1891 (20 volumes). (1952)
- La entrevista de Guayaquil: Fin del protectorado y defunción del ejército libertador chileno (1953)
- Emancipación de la presidencia de Quito, del Virreinato de Lima y del Alto Perú (1954)
- Resumen de la Historia de Chile (edited by Leopoldo Castedo) (1954)
- La relación entre Chile y Bolivia (1841—1963) (1963)
- Bolívar, (biografía) 8 volumes, Editorial Nascimento, Santiago, 1957—1965